# Mövlud Miräliyev
Mövlud Miräliyev (azerbajdzjanska: Mövlud Mirəliyev), född den 27 februari 1974 i Kitob, Uzbekistan, är en azerisk judoutövare.
Han tog OS-brons i herrarnas halv tungvikt i samband med de olympiska judotävlingarna 2008 i Peking.